# Takayoshi Yamano
Takayoshi Yamano (Higashiōsaka, Prefectura d'Osaka, 5 d'abril de 1955) és un exfutbolista japonès que disputà dos partits amb la selecció japonesa.